# Vidoule (přírodní památka)
Vidoule (též Na Vidouli) je jeden z pražských kopců (372 m n. m.). Tři pásy jejích svahů (na jižní, jihovýchodní a severní straně) jsou chráněny jako přírodní památka Vidoule. Tato výrazná stolová hora rozkládající se v severozápadním cípu Jinonic, mezi Košíři a Butovicemi, je pozůstatkem horizontálně uložených křídových vrstev s výchozy na okrajové hraně. Jedná se o významné útočiště drobných živočichů a důležitý krajinný prvek. Z východu je Vidoule ohraničena silnicí spojující park Cibulka s Jinonicemi, na západní straně pak plynule přechází v louku obklopující stodůlecké sídliště.

## Historie

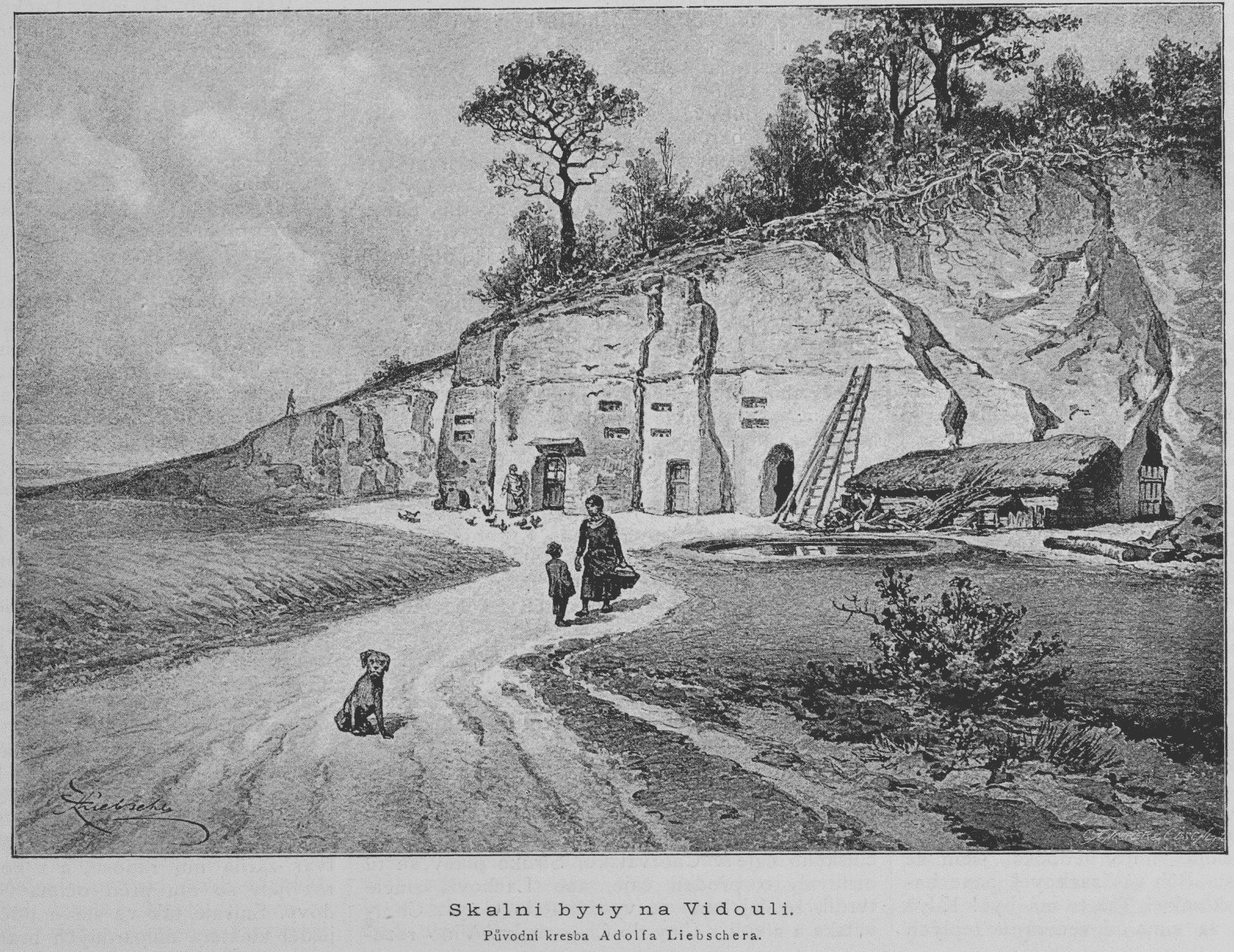
Skalní byty na Vidouli v roce 1887

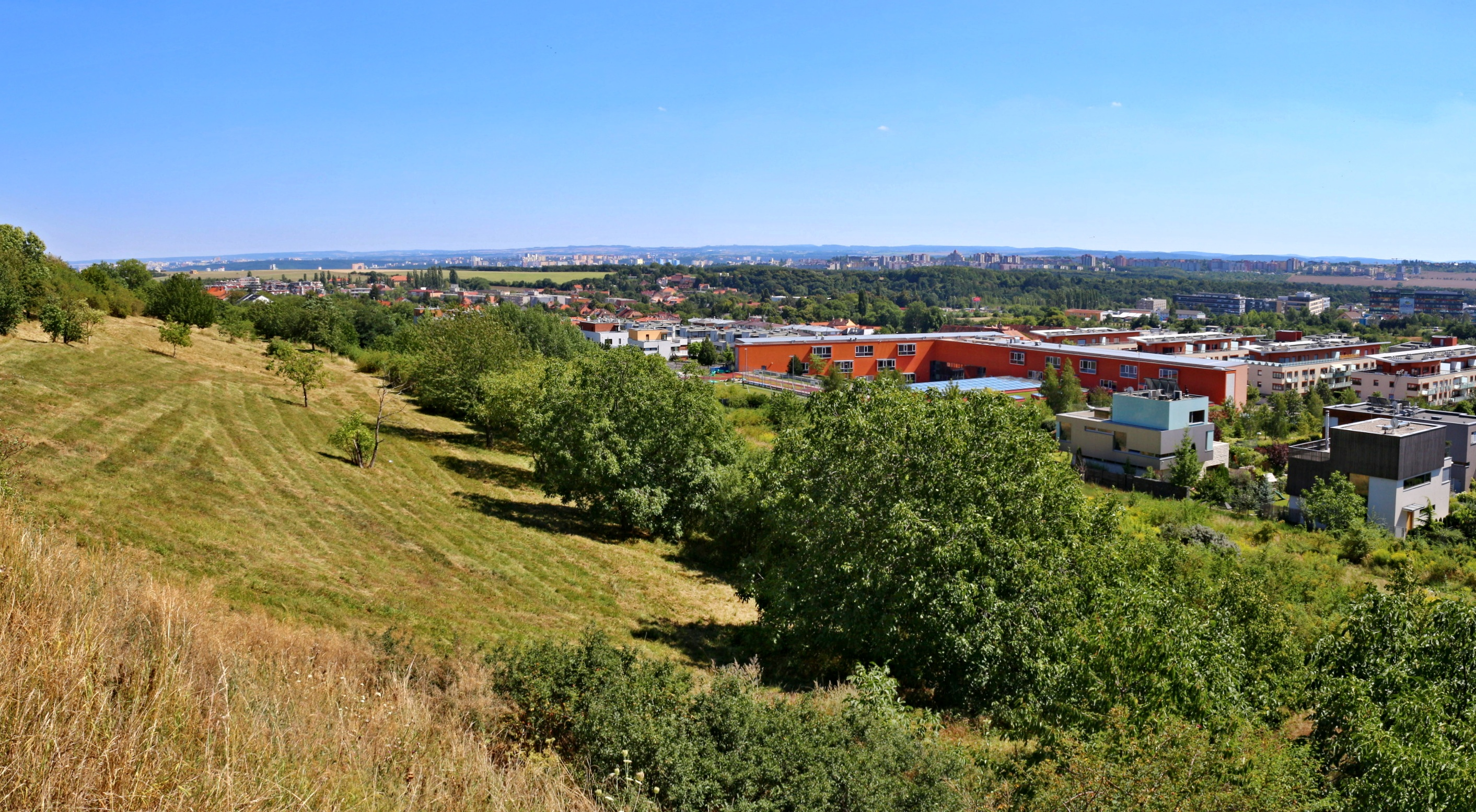
Pohled na jižní svah Vidoule. V pravé části snímku je červená budova Německé školy v Praze

Původní název Vidoule byl Vidova hora. V roce 1680 v době řádění moru byli na úpatí hory pohřbíváni ti, kteří nemoci podlehli. Až do roku 1948 byly jeskyně vyhloubené ve skále obývany pražskou chudinou. Z politického hlediska byla Vidoule v posledních letech místem ostré diskuze ohledně možné zástavby v jejím okolí. Na vrcholu kopce se kromě komplexu vodárny a jednoho školního areálu nacházejí zbytky bývalé protivzdušné obrany státu (PVOS) v podobě tvrzí, rozpadlých budov, podzemních chodeb, silnic a plotů, které jsou situovány směrem na západ, v těsné blízkosti pekárny Odkolek.

## Důvod vyhlášení
Jde o geologický profil perucko-korycanského souvrství cenomanu, významný krajinný prvek tvořený tabulovou horou a teplomilnou pastvinou s význačnými druhy organismů. Vidoule je jednou z mála zbývajících nezastavěných plošin na území Prahy.

## Geologie
Vidoule je tabulová hora s četnými skalními výchozy pískovců překrytými vrstvou slínů a opuk spodního turonu, jež tvoří vrcholovou plošinu. Místo je významným nalezištěm zkamenělin. V podloží se nachází křídy zvrásněné břidlice a pískovce ordovického stupně beroun. Povrch tvoří převážně oligobazické hnědé půdy, místy obohacené splachy slínovců, často narušené někdejší těžbou. Severní strana disponuje četnými prameny ústícími do Motolského potoka a odkryvy pískovcových stěn. Ty jsou však ukryté v těžce prostupné vegetaci, stejně jako pozůstatky zaniklých staveb v oblasti. Naopak jižní strana směrem k Butovicím je mírnější a jsou po ní vedené cesty.

## Květena
Převažuje zde druhotná chudá, často poloruderální vegetace. Stěny geologického profilu jsou převážně zarostlé výsadbou akátu a náletem bezu černého, osiky a jívy. Na bývalých mezích a pastvinách jižního svahu roste teplomilný trávník s válečkou prapořitou a kostřavou žlábkatou.

## Zvířena
V oblasti žijí významné druhy brouků stepního charakteru, střevlíčci Ophonus schaubergerianus a Cymindis angularis. Z fytofágů pak mandelinkovití Coptocephala rubicunda a Cryptocephalus violaceus, dřepčík Aphtona cyanella a štítonoš Cassida rufovirens. Z čeledi Urodontidae zde najdeme Urodon conformis, z nosatcovitých bezkřídlé druhy Otiorhynchus fullo a Otiorhynchus velutinus a tři druhy z rodu Trachyphloeus. Na jižním otevřeném svahu žije ohrožený měkkýš trojzubka stepní. V keřovém porostu hnízdí strnad obecný, pěnice černohlavá, drozd zpěvný a vzácně i ťuhýk obecný a pěnice hnědokřídlá. Během tahu se zde zastavuje slavík obecný a další druhy.

## Lesnictví
Severní část je uměle zalesněna, z větší části nepůvodní borovicí lesní. Pod horizontální cestou se nacházejí porosty přirozenějšího složení. Na východní straně se táhne lem starších dubů. Na jižním svahu roste teplomilná vegetace. Zbytek je bezlesý nebo zarůstá křovinami.